# Крістіан Лоус Ланге
Крістіан Лоус Ланге (норв. Christian Lous Lange; 17 вересня 1869, Ставангер — 11 грудня 1938, Осло) — норвезький політик, генеральний секретар Міжпарламентського союзу. Лауреат Нобелівської премії миру за 1921 разом із Карлом Брантінгом.

## Біографія
Народився 17 вересня 1869 року в Ставангері. У 1993 році закінчив Університеті Осло, зобув ступінь магістра гуманітарних наук. У 1909 році зайняв пост генерального секретаря Міжпарламентського союзу, внаслідок чого переїхав у Брюссель, де містилася штаб-квартира Союзу. З початком Першої світової війни вимушений був перенести штаб-квартиру в Норвегію, де практично наодинці продовжив свою роботу.
У післявоєнний час активно займався відновленням діяльності Союзу, а в 1921 році організував першу післявоєнну конференцію в Женеві. У 1921 році разом з Карлом Яльмаром Брантінгом був удостоєний Нобелівської премії миру «за пропаганду арбітражу як засоби рішення міжнародних конфліктів». Нобелівська лекція Ланге була про інтернаціоналізм. Також він брав активну участь у діяльності Ліги Націй, де був делегатом від Норвегії.